# Мочан (приток Малой Визинги)
Мочан (устар. Молчан) — река в России, протекает по территории Сыктывдинского и Сысольского районов Республики Коми. Устье реки находится в 86 км от устья Малой Визинги по левому берегу. Длина реки — 45 км

## Данные водного реестра
По данным государственного водного реестра России относится к Двинско-Печорскому бассейновому округу, водохозяйственный участок реки — Вычегда от истока до города Сыктывкар, речной подбассейн реки — Вычегда. Речной бассейн реки — Северная Двина.